# Aeropuerto de Santa Bárbara de Barinas
El Aeropuerto de Santa Bárbara de Barinas (IATA:
SBB, ICAO: SVSB) es un aeropuerto que sirve a Santa Bárbara de Barinas, una ciudad en el estado de  Barinas en  Venezuela. La pista está adyacente al borde sur de la ciudad.
La baliza no direccional de Santa Bárbara (Ident: SBB) se encuentra a 0.25 millas náuticas (460 m) al norte del campo medio. Puede que no esté funcionando.